# Jelení vrch (Karkonosze)
Jelení vrch (niem. Bönischberg), 1024 m n.p.m.) – wzniesienie w Sudetach Zachodnich, w czeskiej części Karkonoszy.

## Położenie
Wzniesienie położone w południowej części Karkonoszy, ok. 2,5 km na północ od miejscowości Černý Důl, w bocznym grzbiecie, odchodzącym od Lisiej Góry ku południowi. Na zachód od szczytu Jelení vrch leży Sluneční hora, a na południowy wschód - Špičák.
Jelení vrch wraz ze Sluneční horą tworzą niewielki grzbiecik o rozciągłości równoleżnikowej.

## Budowa geologiczna
Cały masyw zbudowany jest ze skał metamorficznych, należących do metamorfiku południowych Karkonoszy. Są to głównie łupki łyszczykowe.

## Wody
Jelení vrch położony jest w dorzeczu Łaby. Północne i wschodnie zbocza odwadnia Čistá i jej dopływy, a południowe - Pekelský potok, dopływ Malé Labe.

## Roślinność
Masyw porośnięty jest w większości lasem świerkowym, częściowo bukowym.

## Ochrona przyrody
Wzniesienie położone jest na obszarze czeskiego Karkonoskiego Parku Narodowego (czes. Krkonošský národní park – KRNAP).

## Turystyka
Przez szczyt prowadzi szlak turystyczny.
- żółty – z miejscowości Černý Důl przez Tetřeví boudy na Lisią Górę